# Irnfritz-Messern
Irnfritz-Messern (česky Mesary) je městys v okrese Horn v rakouské spolkové zemi Dolní Rakousy.

## Geografie
Irnfritz-Messern se nachází ve Waldviertelu (Lesní čtvrti) v Dolních Rakousích. Plocha území městyse obsahuje 55,92 kilometrů čtverečních. 46,22 % plochy je zalesněno.

### Katastrální území
- Dorna
- Grub
- Haselberg
- Irnfritz
- Kleinullrichschlag
- Messern
- Nonndorf an der Wild
- Reichharts
- Rothweinsdorf
- Sitzendorf
- Trabenreith
- Wappoltenreith

### Sousední obce
Od severu ve směru hodinových ručiček:
- Japons – na severu
- Geras – na severovýchodě
- Pernegg – na východě
- St. Bernhard-Frauenhofen – na jihovýchodě
- Brunn an der Wild – na jihu
- Ludweis-Aigen – na západě

## Historie
První písemná zmínka o blízké obci Grub se vyskytuje v listině z opatství Altenburg, v níž je v roce 1237 zmiňován Pilgrimus de Grueb.
Irnfritz je poprvé doložen jako Iermfricz v roce 1333. Jméno pochází ze starohornoněmeckého osobního jména Irmvrit.
Otevření železnice v roce 1869 zajistilo spojení s Vídní a obec se rozrostla.

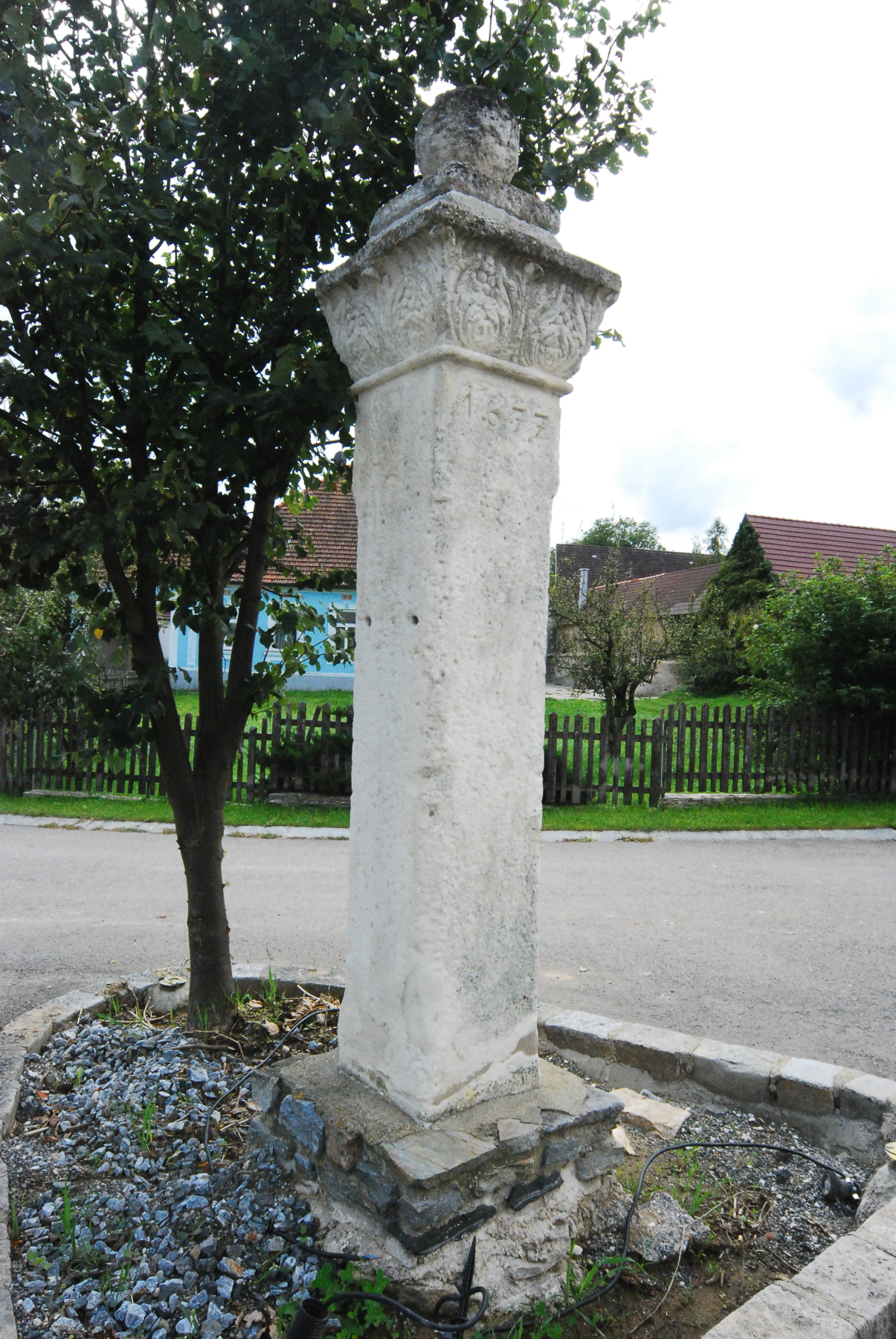

## Pamětihodnosti
- Nad městysem leží romantický hrad Wildberg a někdejší kovárna provozovaná Aloisem Kaufmannem
- Výletní místo Galgenberg (Šibeniční vrch) se třemi kamennými sloupy, pozůstatky šibenice ze 17.–18. století[2]
- Hrad Grub
- Muzeum cihel v Trabenreithu
- Galerie malíře Adolfa Blaima (1942–2004) v Messernu
- Naučná stezka „Mir schmeckt's“ z Messernu do Dorny

### Vývoj počtu obyvatel
- 1971 – 1680
- 1981 – 1547
- 1991 – 1439
- 2001 – 1412

## Politika
Starostou městyse je Hermann Gruber, vedoucím kanceláře Franz Popp.
V obecním zastupitelstvu je 19 křesel, která jsou po posledních obecních volbách v roce 2020 rozdělena podle získaných mandátů
- ÖVP 17
- SPÖ 2

## Hospodářství a infrastruktura
Nezemědělských pracovišť bylo v roce 2001 45, zemědělských a lesnických pracovišť bylo v roce 1999 139. Výdělečně činných obyvatel městyse bylo v roce 2001 634, tj. 46,45 %.

## Osobnosti
- Laurenz Genner (1894–1962) – rakouský politik